# Henri Le Sidaner

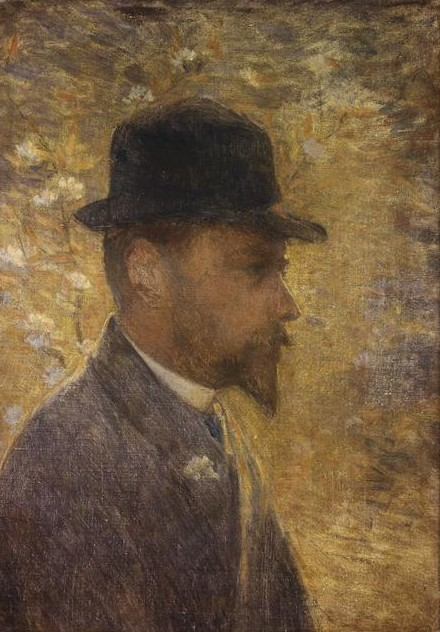
Henri Le Sidaner, door Marie Dumen

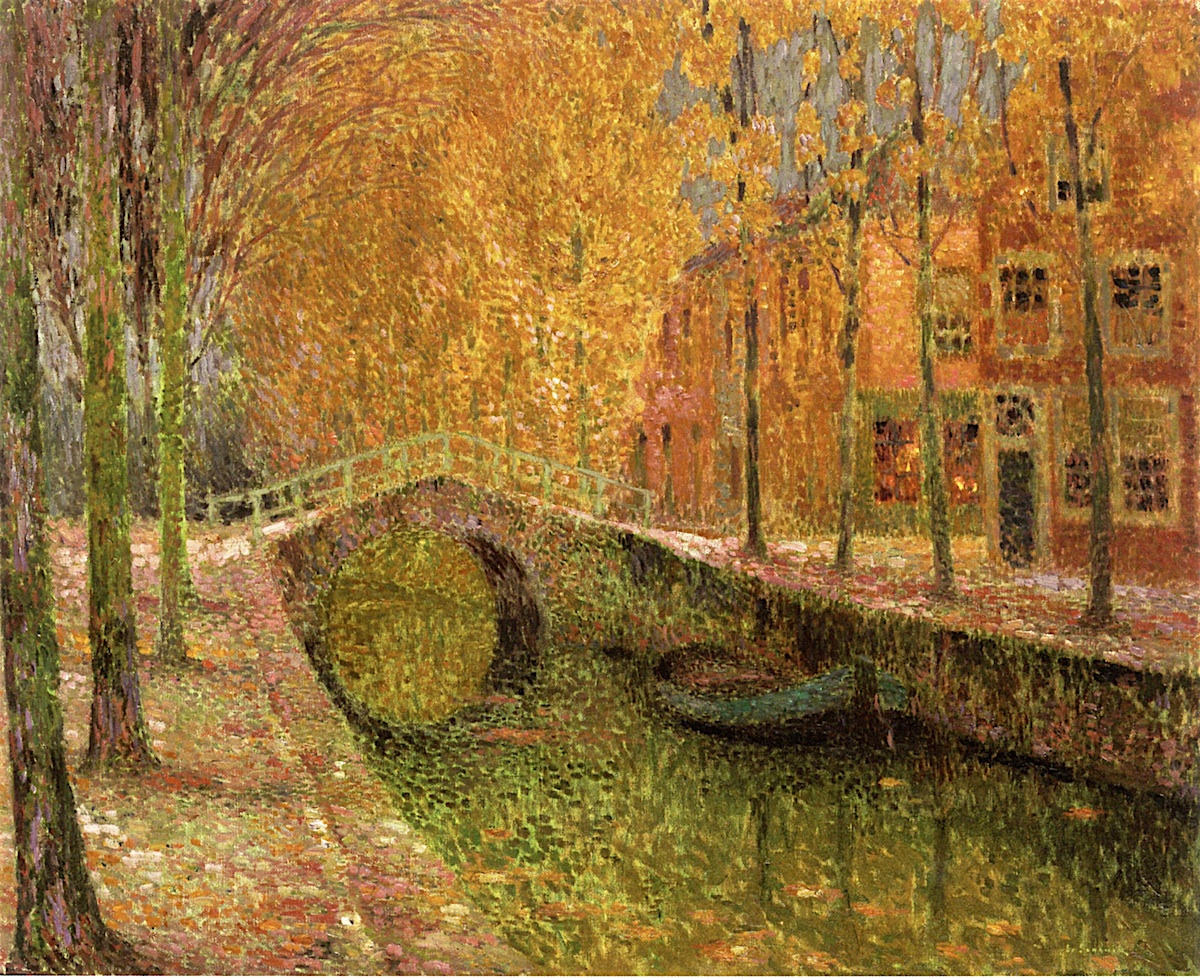
Kanaal te Delft, 1905

Henri Le Sidaner (Port Louis, Mauritius, 7 augustus 1862 - Parijs, 16 juli 1939) was een Frans kunstschilder. Hij wordt vooral gerekend tot het impressionisme. Een korte periode schilderde hij ook in de stijl van het symbolisme.

## Leven en werk
Le Sidaner werd geboren op Mauritius als zoon van een kapitein ter zee. In 1871 keerde de familie terug naar Frankrijk en vestigde zich in Duinkerke. In 1881 kwam zijn vader om tijdens een schipbreuk. In 1882 ging hij studeren aan de École nationale supérieure des beaux-arts te Parijs, onder Alexandre Cabanel.
In Parijs ontdekte Le Sidaner het impressionisme en was erg onder de indruk van het werk van Édouard Manet en Claude Monet. Geregeld verbleef hij vanaf 1884 in het stadje Etaples om landschappen te schilderen. In 1887 exposeerde hij voor het eerst in de Parijse salon. Ook stelde hij werk tentoon bij de bekende galerie van Henri Petit en in de 'Goupil Galleries' te Londen. In het begin van de jaren 1890 won hij diverse prijzen en medailles.
Ondanks het succes van zijn impressionistisch werk schakelde Le Sidaner in de periode 1896-1900 over op een symbolistische fase, tijdens welke hij zich in zijn themakeuze vooral liet leiden door de literatuur. Tijdens deze periode verbleef hij ook een tijd lang te Brugge, in welke stad hij “een spiegel van de dood” zag. Het bekendste werk uit deze tijd is zijn schilderij Dimanche (Zondag) uit 1898.
In 1904 vestigde Le Sidaner zich in Gerberoy, in het departement Oise, en keerde geleidelijk weer terug naar het impressionisme. Rond zijn huis legde hij stapsgewijze een grote tuin aan die hem, net als bij Claude Monet,  tot inspiratie diende. Hij maakte diverse reizen, naar andere streken in Frankrijk, in 1892 (met Fritz Thaulow) en 1905 ook naar Nederland, later naar Italië en in 1907-1908 naar Londen. In 1909 werd hij opgenomen in het Legioen van Eer. In 1929 werd hij lid van de Académie royale des beaux-arts te Brussel. In 1937 werd hij nog president van de Académie des Beaux-Arts te Parijs. Hij overleed in 1939, op 76-jarige leeftijd.

## Trivia
- Het werk van Le Sidaner wordt genoemd in Marcel Prousts À la recherche du temps perdu: in het vierde deel, Sodom et Gamorra, biedt een kunsthandelaar enorme bedragen om schilderijen van Le Sidaner te verwerven.
- De tuinen van zijn huis in Gerberoy werden door zijn nazaten gerestaureerd en zijn nu opengesteld voor het publiek. Le Sidaner opteerde voor een tuin met diverse monochrome perken.

## Galerij

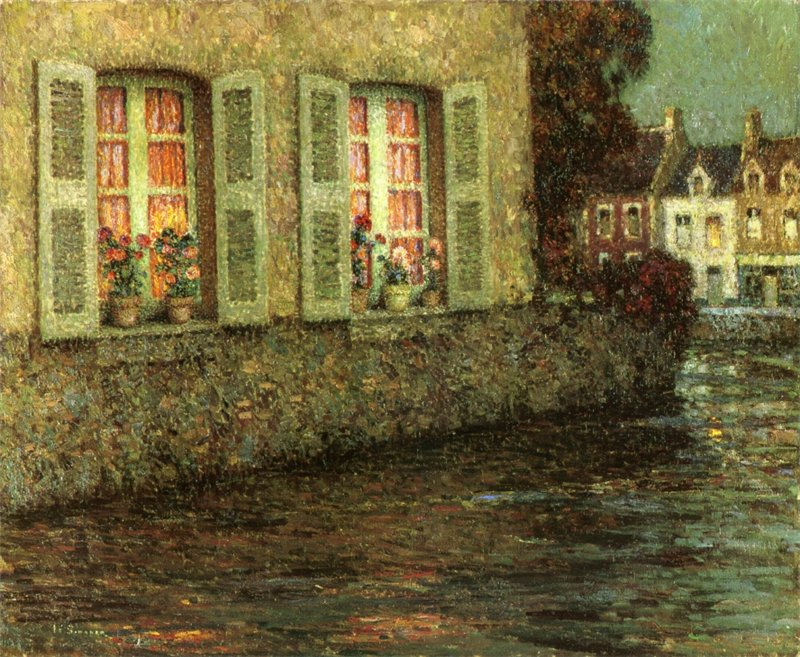
Vensters
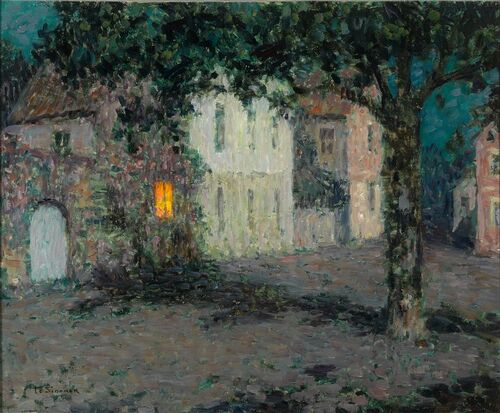
Pleintje te Cherbourg bij avond, Museum Boijmans Van Beuningen
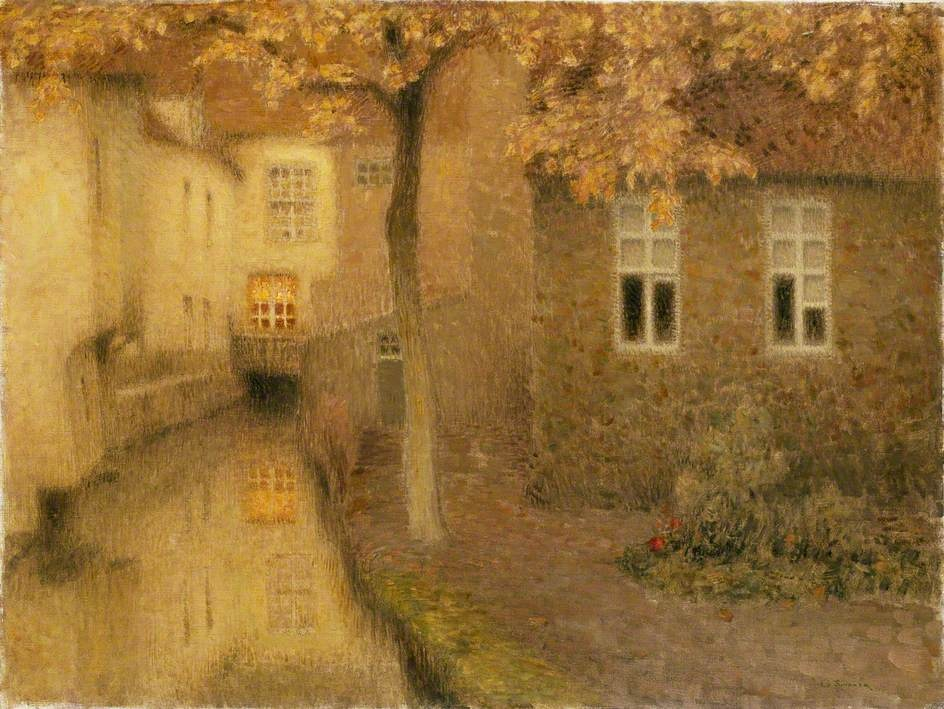
Kanaal in Brugge
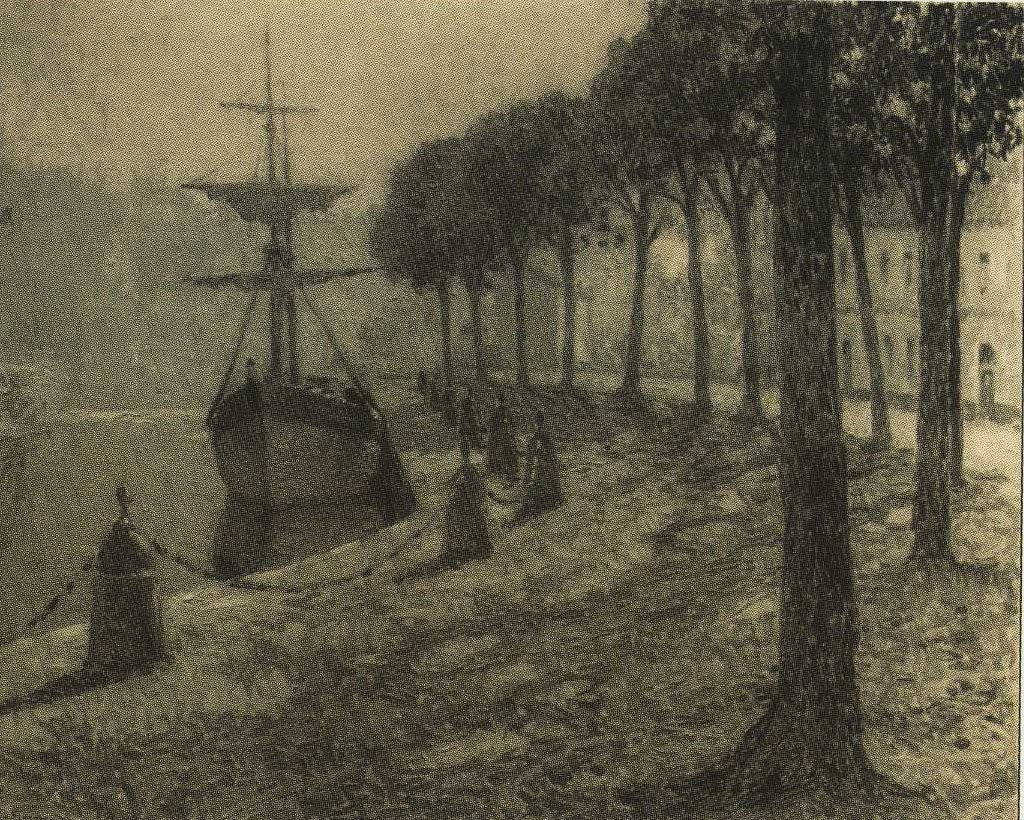
De bomen bij de haven
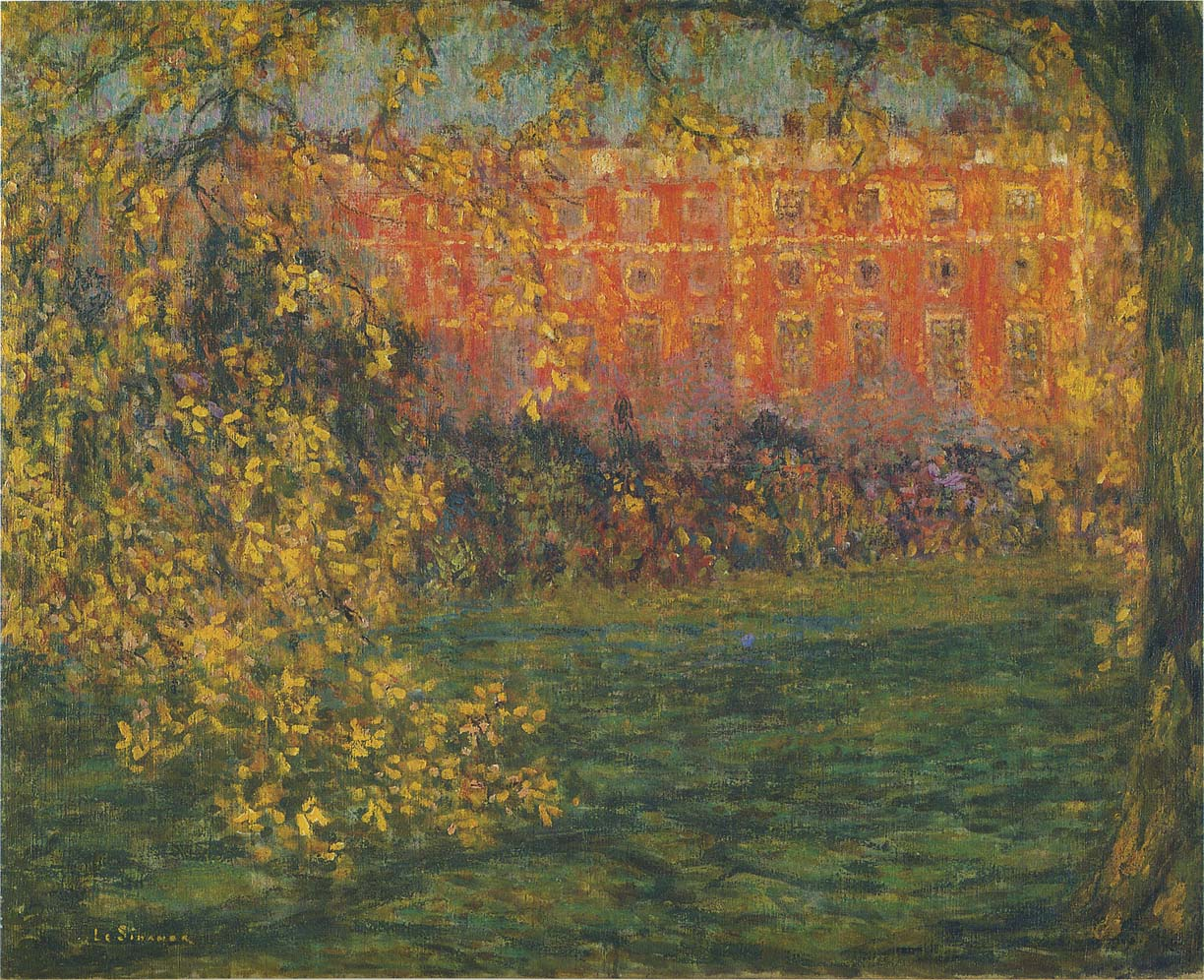
Herfst op Hampton Court
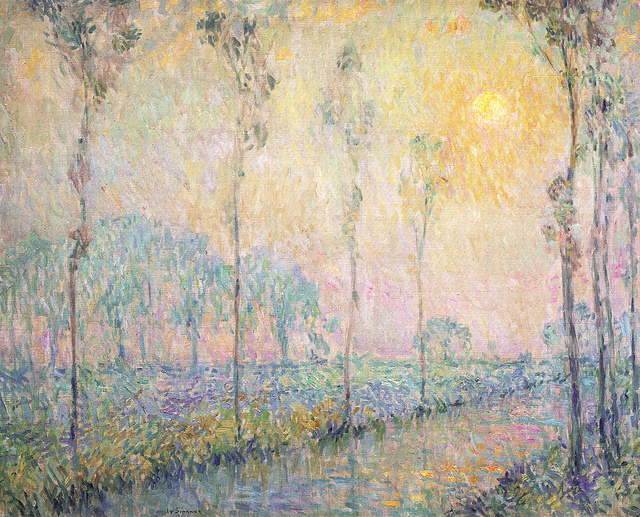
Rivier bij zonsondergang
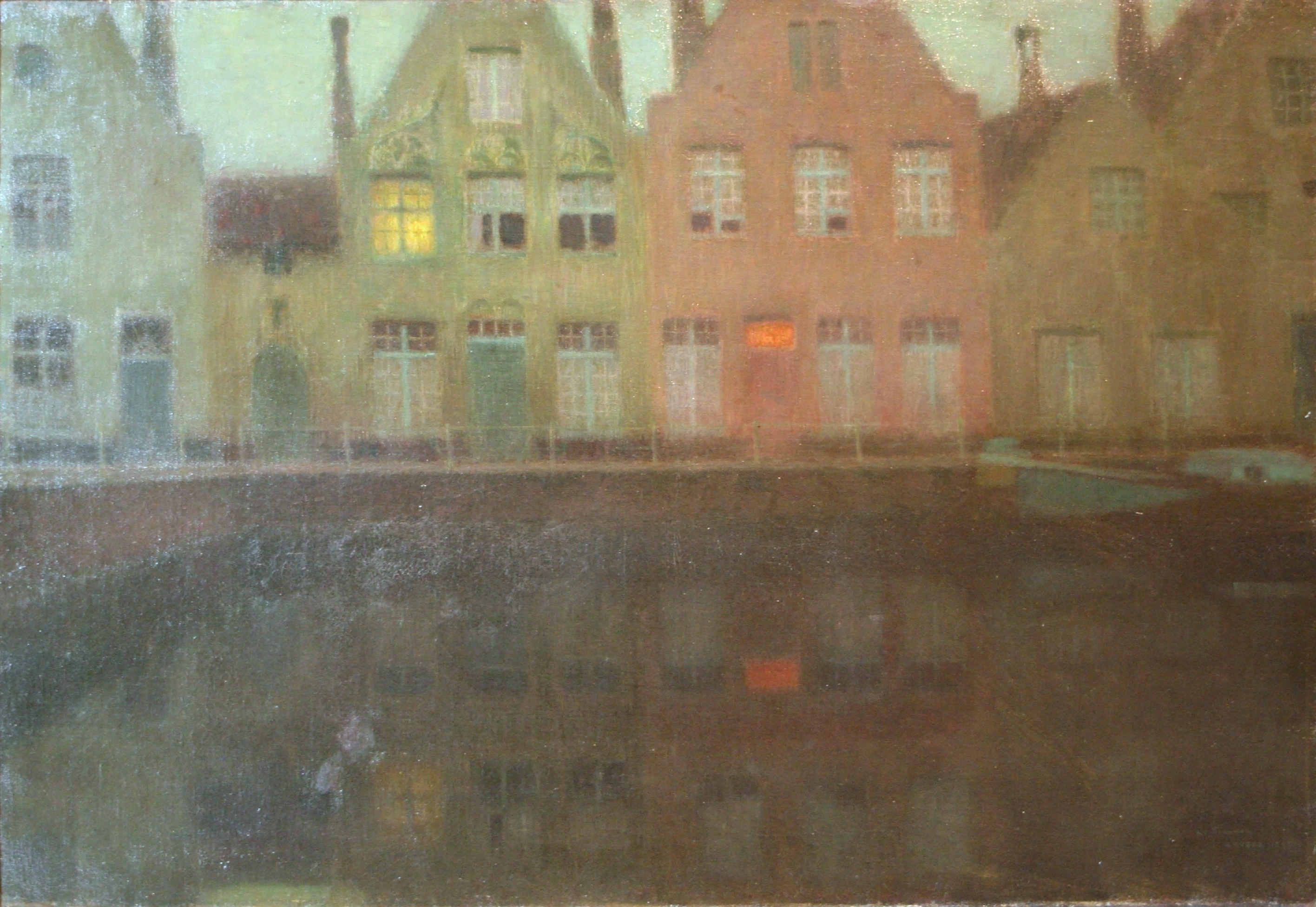
De kaai, Groeningemuseum
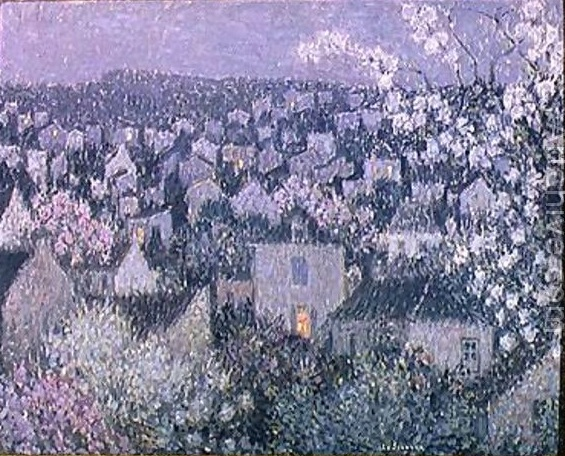
Avond in de lente
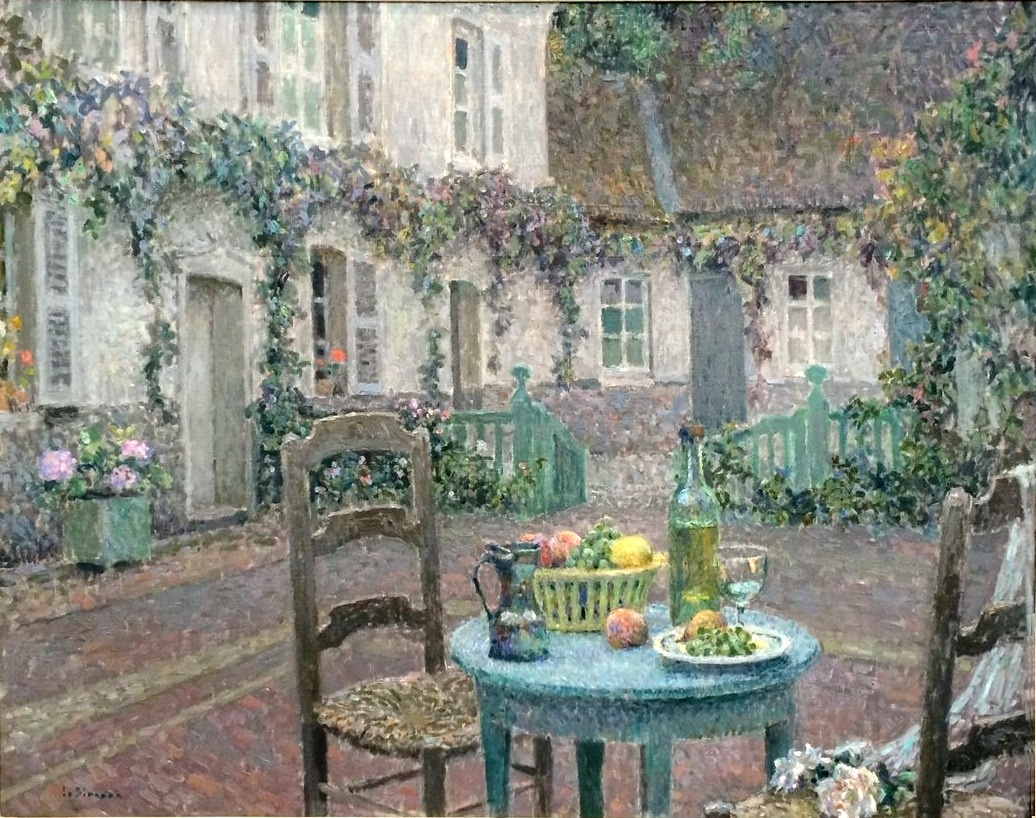
De blauwe tafel, Gerberoy, 1923, Singer Museum
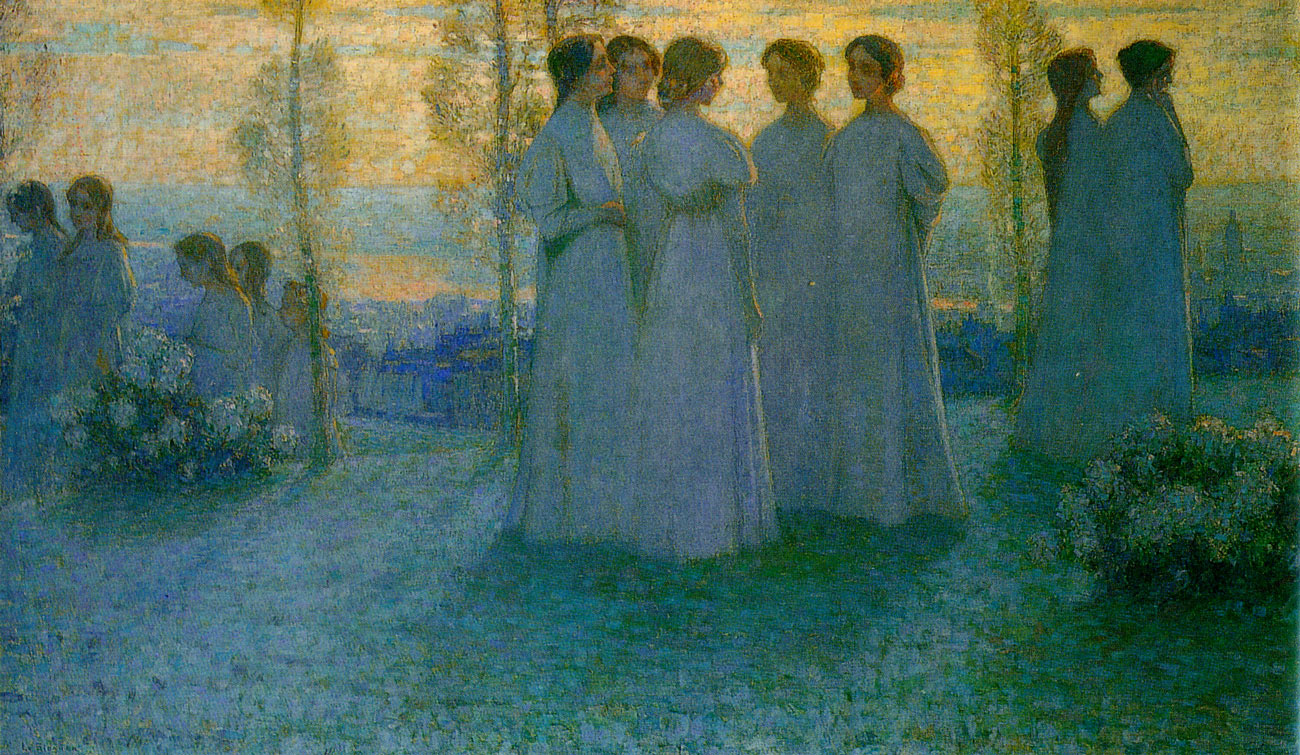
Het symbolistische Zondag, 1898

## Musea
- Brussel, Kon. Musea voor Schone Kunsten van België
- Chartres, Musée des Beaux-Arts
- Douai, Musée de la Chartreuse
- Laren, Singer Museum
- Limoux, Musée Petiet